# 사무라이도코로
사무라이도코로(일본어: 侍所 사무라이도코로[*])는 일본 가마쿠라 막부와 무로마치 막부에서 군사, 치안을 담당했던 조직이다.
일본어에서 사무라이도코로는 예스럽게는 「사부라이도코로」(さぶらいどころ)로도 읽는데, 일본어로 '무사'를 뜻하는 사무라이(侍)의 어원이 된 「사부라이」(さぶらい), 즉 귀한 신분의 사람을 곁에서 따르며 그 집안의 가사를 맡아 조정하고, 그 신변 경호를 수행하는 종자가 머무르는 처소라는 의미였다. 
헤이안 시대(平安時代) 말기에는 친왕(親王), 내친왕(内親王), 셋칸케(摂関家)의 저택에도 사무라이도코로가 존재했고, 이들 집안의 게닌(家人)이나 도고쿠 무사(東国武士)들이 이곳에 상주하며 관련 업무를 수행하였다. 
왕실 종친이나 고위 귀족의 집안에서 주로 그 집안의 집사와 같은 업무 수행 및 경호 업무를 맡아 보던 가정기관(家政機関)이었던 사무라이도코로가 본격적으로 무사 정권의 정무 기관으로 자리매김하게 되는 것은 가마쿠라 막부 수립 이후의 일이다. 

## 가마쿠라 막부의 직무
가마쿠라 막부는 초대 쇼군(将軍) 미나모토노 요리토모(源頼朝) 아래로 사무라이도코로(侍所) ・ 고문쇼(公文所, 훗날 만도코로）・ 몬쥬쇼(問注所) 이렇게 세 개의 기구가 있었고, 사무라이도코로는 사무라이(고케닌)을 통솔하는 기구로 현대로 말하면 경찰 및 전시 군사령부 역할로 군사나 경비, 죄인 수감 등을 행하였다. 
쇼시(所司, しょし) 또는 사무라이도코로노쓰카사(侍所司, さむらいどころのつかさ)라 불리는 역직을 통하여 유력 고케닌을 통제하고, 쇼시 가운데 최고위자가 벳토(別当, べっとう라 불렸다. 
가마쿠라 막부의 사무라이도코로는 미나모토노 요리토모에 의해 지쇼(治承) 4년(1180년)에 설치되었고, 벳토는 처음에 와다 요시모리(和田義盛) 등이 맡았으나, 그가 와다 합전(和田合戦)을 일으켰다가 전사한 뒤, 이후에는 막부의 싯켄(執権) 호조 씨(北条氏)가 벳토를 겸하게 되었고, 쇼시는 호조 씨 가령(家令)인 나가사키 씨(長崎氏)가 거의 세습하게 되었다. 
원래 헤이시 정권(平氏政権)에서 이토 다다키요(伊藤忠清)가 반도(坂東) 8개 구니의 무사들을 통솔하는 「사무라이벳토」(侍別当)에 임명되었던 것에 대응하여 와다 요시모리가 요리토모에게 촉망하였다고 알려져 있다(『엔쿄본 헤이케 이야기』『아즈마카가미』지쇼 4년 11월 17일조). 이 이야기가 사실이라면 귀족의 가정기관인 사무라이도코로와는 다른 흐름 속에서 성립되었을 가능성이 높다. 그 뒤 요리토모의 지위 상승과 함께 가정기관으로써의 사무라이도코로의 요소도 더해지게 되었고, 겐큐(建久) 연간에는 벳토 와다 요시모리가 가정기관의 기본을 포함한 군사 전반을, 쇼시인 가지와라노 가게토키(梶原景時)가 가마쿠라 막부의 조직 기반이라고도 할 수 있는 고케닌의 통제를 행하게 되었다. 그러나 다른 흐름을 가진 두 개의 조직의 결합이라고도 할 수 있는 사무라이도코로의 조직은 불완전한 것이었고 사무라이도코로의 직장(職掌) 정리가 시도되어 내부 분업이 진행된 것은 가지와라노 가게토키와 와다 요시모리가 모두 실각한 겐포(建保) 6년(1218년) 이후의 일이었다.

## 무로마치 시대
1336년 가마쿠라 막부 조직을 모방하여 만도코로(政所), 몬추조(問注所)와 함께 설치되었다. 초기 무로마치 막부는 쇼군 아시카가 다카우지와 동생 다다요시의 양분체제였지만, 사무라이도코로의 수장은 다카우지의 측근인 고노 모로나오의 형 고노 모로야스였던 점을 볼 때 사무라이도코로는 쇼군 직속기관이였다고 사료된다.
가마쿠라 막부와 똑같이 고케닌과 무사의 통솔이 주요한 직무였고, 형사소송등에도 관여하였다. 2대 쇼군 아시카가 요시아키라 재위시절에는 교토의 경찰권과 징세권을 장악하게 된다. 3대 쇼군 아시카가 요시미쓰 재위시절에는 야마시로 국 슈고를 별도로 두었고, 사무라이도코로는 쇼군 직속령인 교토를 관할하는 기관으로 되었다. 1398년부터 아카마쓰 가문, 잇시키 가문, 교코쿠 가문, 야마나 가문이 교대로 쇼시에 역임하였고, 그들의 가신이 쇼시다이로 근무하게 된다. 그리고, 이들 가문을 시시키(四職)로 불리게 되었다.
쇼시(所司) 또는 도닌(頭人)이 사무라이도코로의 고케닌을 통솔하였고, 쇼시다이는 쇼시를 보좌하였다. 실무처리는 부교(奉行)가 하였고, 하급관리로 고도네리(小舎人), 조시키(雑色)등으로 편성되었다. 그밖에도 사무를 보는 사이코(開闔), 감찰직인 메즈케(目附), 문초관에 해당되는 요리우도(寄人) 등이 있었다.

## 같이 보기
- 세이이타이쇼군
- 간레이
- 고사무라이도코로

1. ↑  滑川（元木）、2020年、P263-264.
2. ↑  滑川（元木）、2020年、P264-277.
3. ↑  滑川（元木）、2020年、P277-278.